# Didymopsorella
Didymopsorella is een geslacht van roesten uit de familie Uropyxidaceae. De wetenschappelijke naam van het geslacht werd voor het eerst in 1950 geldig gepubliceerd door Mandayani Jeersannidhi Thirumalachar (1914-1999) De typesoort is Didymopsorella toddaliae, maar deze soort is later verplaatst naar het geslacht Skierka.

## Soorten
Volgens Index Fungorum bevat het geslacht twee soorten (peildatum oktober 2020):
| Soortnaam                 | Auteur(s)                  | Publicatiejaar |
| ------------------------- | -------------------------- | -------------- |
| Didymopsorella lemanensis | (Doidge) Hirats. f.        | 1954           |
| Didymopsorella macrospora | (Mundk. & Thirum.) Thirum. | 1950           |